# Системска циркулација крви
Системска циркулација крви или велики крвоток (лат. Circulus anguinis major) је један од два дела циркулационог система крви, који се састоји из опште или системске циркулације и плућне (пулмоналне) циркулације. Како системска циркулација снабдева крвљу сва ткива у организму (осим плућа), често се назива и велики или периферни крвоток.

## Функционални делови системске циркулације
Циркулациони систем није ништа друго до двоструки систем крвних судова који се састоји од; системске циркулације и плућне циркулације, а сваки од њих од по два подсистема или две „растегљиве коморе“; једне коју чине артерије и друге коју чине вене оба „растегљиве коморе“ међусобно повезује микроциркулациони систем кога чине артериоле, венуле и капилари. Артериоле, венуле и капилари су ништа друго до физички врло уски спојеви (судови-цевчице) између артерија и вене.
Артерије — су главни крвни судови артеријског система који имају улогу да крв пренесу ткивима под високим притиском. Крвни притисак у артеријама није константан и континуирано варира на различитим нивоима. Зато су артерије кроз које крв протиче великом брзином, са јаким зидовима.
Артериоле — су завршне гране артеријског система, које у циркулационом систему играју улогу контролних вентила или славина кроз које се крв пропушта у капиларе. Артериоле имају у свом зиду добро развијени мишићни слој помоћу којег се може потпуно затворити или неколико пута проширити њихов лумен. На тај начин оне у великој мери могу мењати доток крви у капиларима.
Капилари — су најмањи артеријски крвни судови који имају важну улогу у размени течности, хранљивих материја, електролита, гасова, хормона и других материја између крви и међућелијског простора. Зид капилара је погодан за ту функцију јер је танак и кроз своје „пукотине“ у зиду пропушта материје мале молекуларне масе.
Венуле — су мали крвни судови венског система намењене за сакупљање крви из капилара. Оне се затим спајају у све веће вене.
Вене — су магистрални судови венског система које служе као проводници за транспорт крви из ткива назад у срце. Како је притисак у венском систему низак, њихови зидови су танки. Али и поред тога зидови вена садрже и мишићна влакна која им омогућавају да сузе или прошире свој лумен, односно да складиште малу или велику количину крви, а све у складу са потребама организма (зато се називају и капацитивни крвним судови).

## Физичке карактеристике системске циркулације
Количина крви је различита у појединим деловима циркулације. У системским венама налази се највећа количина (64%) крви у односу на количину крви у целокупној циркулацији.
У системској циркулацији налази се 84% крви:
- 64% у венама,
- 15% у артеријама и
- 5% у капиларима.

Срце садржи 7% а плућни крвни судови 9% укупне циркулишуће крви.
Изненађујуће је веома мали волумен крви у капиларној циркулацији — само 5% у односу на укупни волумен. И поред тога највећи број најважнијих функција циркулације одиграва на овом нивоу. Дифузија материја у оба смера, између крви и међућелијске течности, одвија се у овом делу циркулације.
Да би организам превазишао несклад између малог волумена крви у капиларној циркулацији и његових потреба, заступљеност капиларима у ткивима није једнака, што првенствено зависи од активности или интензитета метаболизма у појединим ткивима. Тако је број капилара на 1 mm² пресек у ткиву у којем је метаболизам мањег интензитета значајно мањи и обрнуто. Најбољи пример је срце у коме се на 1 mm² пресека срчаног мишића налази 2 пута више капилара него у скелетним мишићима. У сивој маси у мозга, где се налази највећи део ћелијских елемената, капиларна мрежа је много гушћа него у белој (мање активној) маси мозга.

### Површина, попречни пресек и брзина тока крви
Под претпоставком да све крвне судове исте врсте наслажемо јадан поред другог добили би површину пресека која је приказана на табели десно.
Површине попречног пресека вена је велика и износи четири пута више од од пресека одговарајућих артерија. Из ове чињенице произилази и закључак зашто је складиштење крви у венском систему веома велико у односу на артеријски систем.
Како кроз сваки одсечак крвног суда пролази исти волумен крви у јединици времена, брзина протока крви у сваком таквом одсечку обрнуто је пропорционална површини његовог попречног пресека. Код човека који мирује средња брзина у аорти је 33 см у секунди, а у капиларима износи 1/1000 део ове вредности (0,3 mm у секунди). Како је сваки капилар просечно дуг 0,3 до 1 mm, то значи да свака јединица крви проведе у капилару свега 1 до 3 секунде. Ова чињеница веома изненађује јер се у том, јао кратком, времену морају одиграти сви процеси дифузије кроз зид капилара.
Уз сталну запремину крви која протиче кроз било који део општег васкуларни систем, линеарна брзина протока крви не може бити константна. Она пре свега зависи од укупне ширине појединих делова васкуларног корита. Гранањем артерија, упркос чињеници да се сваки наредним гранама крвни судови
сужавају свој лумен, њихов број се истовремено непрестано повећава, тако да је збир промера артеријских грана већи од промера великих артерија (аорта). Највеће проширење тог лумена је у капиларној мрежи: где је збир свих капилара око 500-600 пута већи од пресека лумена аорте. Сходно томе и брзина кретања крви у капиларима је 500-600 пута спорија него у аорти.

### Притисак и отпор у појединим деловима КВС
Како срце непрекидно ритмички пумпа крв у аорту, просечна вредност притиска ће бити око 13,3 kPa. Али како срце пумпа крв на махове, артеријски притисак варира између вредности систолног (16,0 kPa) и дијастолног (10,7 kPa) притиска.
За време протока крви кроз системску циркулацију притисак све више опада, тако да на када крв доспе у десну преткомору, она пада приближно на 0 kPa.
Пад притиска у појединим деловима циркулационог система директно је сразмеран отпору у крвним судовима тог дела. Како је отпор у аорти теоретски нула, крвни притисак је на крају аорте је око 13,3 kPa. Отпор у великим артеријама је такође јако мали па је зато средњи артеријски притисак у артеријама, све до промера њиховог лумена од 3 mm, још увек 12,7 до 12,9 kPa. У малим артеријама отпор почиње да нагло расте па притисак пада, тако да на почетку артериола износи приближно 11,3 kPa.
Главни отпор протоку крви јавља се у артериолама, и износи око половину целокупног отпора у системској циркулацији. Притисак у артериолама опада за 7,3 kPa, тако да је притисак крви која напушта капиларе око 4 kPa. Артериоле „су „славине“ кардиоваскуларног система“ (како их је назвао И. М. Сеченов). Отварањем ових „славина“ повећава се проток крви у области капиларне мреже и поправља локална циркулација, док затварање тих „славина“ погоршава прокрвљеност васкуларних зона.
Притисак на почетку капилара, нормално износи 4,0 kPa, а на његовом венском делу 1,3 kPa. Што значи да у капиларима притисак опада само за 2,7 kPa, што говори да је отпор у капиларима око две петине отпора у артеријама.
На почетку вена или у венулама притисак је око 1,3 kPa и нормално опада на 0 kPa колико износи на улазу у десну преткомору. Тако велики пад притиска у венама указује на то да је отпор у њима већи него што би се то очекивало за крвне судове тог промера. Већи део тог отпора узрокован је спољашњом компресијом вена, посебно шупље вене, која је већи део времена затворена

## Функција великих артерија
Артерије су крвни судови који се састоје из три слоја (интиме, медије и адвентиције). Аорта и артерије близу срца у којима влада високи притисак крви називају се „велике артерије“. Оне имају две главне функције, захваљујући својим анатомским карактеристикама;
Прва и најзначајнија улога је допремање крви у сва периферна ткива. Крв засићена кисеоником у плућима, стиже у ткива на периферији за мање од 10 секунди. Ово време се при тешком физичком раду може скратити и на 2 до 3 секунде.
Друга по значају улога великих артерија је да служе као резервоар под високим притиском, који прихвата крв коју срце избацује у откуцајима и складиште до следећег срчаног откуцаја. Ову функцију артерије могу обавити захваљујући својој еластичности. Оне се под дејством таласа крви који из срца улази артеријско стабло, растежу и обрнуто како крв из њих отиче, између два срчана откуцаја, оне се сужавају на мањи промер.
Захваљујући овом својству артерија могуће је;
- Да се оне у тренутку када комора срца убаци крв у артеријско стабло издрже високи притисак и уједно својим растезањем спрече појаву енормног увећања крвног притиска.
- Да својом еластичношћу одрже висок артеријски притисак између две срчане контракције, тако да крв може да се креће кроз ткива непрекидно. При томе се количина кинетичке енергије добијена од срца претвара у потенцијалну енергију. Та енергија се ослобађа током дијастоле, обезбеђујући континуитет тока крви. Зато нормални артеријски притисак расте само до 16 kPa у моменту контракције срца, а између две контракције опада до 7 kPa.

## Функције артерија, артериола и капилара
Артерије су крвни судови који се састоје из три слоја (интиме, медије и адвентиције). Што су даље од срца оне постепено губе еластична влакна, а у њима се јављају и увећавају мишићна влакна. Мишићна влакна су најбројнија у уавршним артеријским судовима (артериолома)
Артериоле су танки крвни судови (пречника 15 - 70 микрона). Њихов зид окружује дебели слој кружно распоређених глатких мишићних ћелија, које својим грчењем могу значајно смањити њихов лумен, и у кратком времену повећати отпор у артериолама. Промена отпора у артериолама мења ниво крвног притиска у артеријама. У случају повећаног отпора у артериолама; у артеријама се смањује проток крви и расте крвни притисак. Пад тонуса (ширење) артериола повећава одлив крви из артерија и доводи до смањења крвног притиска.

Највећи отпор у свим деловима васкуларног система пружају артериоле, које променом свог лумена делују као основни регулатор нивоа укупног крвног притиска. Артериоле „су „славине“ кардиоваскуларног система“ (како их је назвао И. М. Сеченов). Отварањем ових „славина“ повећава се проток крви у области капиларне мреже и поправља локална циркулација, док затварање тих „славина“ погоршава прокрвљеност васкуларних зона.
Капилари су најтањи крвни судови пречника 5-7 микрона, дужине 0,5-1,1 мм, у чијим зидовима постоје мале поре кроз које могу разне материје да дифундују. Они се налазе у међућелијским просторима, и уско су у додиру са ћелијама органа и ткива. Капиларни зидови су формирани од само једног слоја ендотелних ћелија, око којих је танак слој везивног ткива базалне мембране чији је физиолошки значај да се кроз њихов обавља метаболизам између крви и ткива.
Брзина протока крви кроз микроциркулацију је мала и креће се од 0,5 - 1 мм/сец. тако да је, свака честица у капиларној крви око 1 секунде. Мала дебљина крвног суда (7-8 микрона) и близак контакт са ћелијама органа и ткива, као и сталне промене крви у капиларима капиларима стварају услове за непрекидну размену материја између крви и ткивне (интерстицијалне) течности.
Главна функција крвних судова је да обезбеде адекватно снабдевање крвљу одређених области ткива, која под нормалним условима, треба да буде у складу са свим метаболичким потребама.
У периферним ткивима централни (главни) део циркулације чини око 10 милијарди капилара, са укупном површином 500 m² који настају гранањем малих артерија. Укупна дужина свих капилара у људском телу износи око 100.000 км. 
У ткивима, са интензивним метаболизмом, број капилара на 1 mm² пресека ткива много је већи него у ткивима у којима је метаболизам мање интензиван. У срцу, 1 mm² пресека ткива има два пута више капилара у односу на скелетне мишиће. У сивој маси у мозга, где највећи део нервних ћелијских елемента, капиларна мреже је много гушћа него у белој маси.

### Врсте капилара
У ткивима постоје две врсте функционисања капилара;
Прави капилари
Који формирају најкраћи пут између артериола и венула (они се означавају као главни (магистрални) капилари). Они у свом почетном делу имају мишићне ћелије (тзв прекапиларне сфинктере), које регулишу проток кроз њих. Проширење (дилатацију) правих капилара регулише метаболизам угљен-диоксид, млечна киселина и друге материје.
Артериовенски капилари
Артериовенски капилари, који су друга група капилара или бочне гране прве групе капилара: они се крећу од завршетка главног магистралног капиларе и настављају у своје венске крајеве. Ове бочне гране обликују микроциркулациону капиларну мрежу. Запреминска и линеарна брзина протока крви у микроциркулацији углавном зависи од бочних грана. Магистрални капиларе играју важну улогу у дистрибуцији крви и лимфе у капиларној мреже, и другим појавама у микроциркулацији, јер могу да обезбеде директан проток крви из артериола у вене заобилажењем правих капилара.

### Нивои капиларне циркулације
Ниво капиларне циркулације одређује отпор у мициркулационим судовима - који у артериолама и прекапиларима регулишу глатке мишићне ћелије. Укупан проток крви кроз капиларе одређују; метартериоле, контракције глатких мишићних ћелија артериола и степен редукције прекапилариног сфинктера (глатких мишићних ћелија које се налазе на ушћу капилара у метартериоле) који одређује колико крв пролази кроз капиларе. 
Свака промена лумена крвних судова мења и волумен крви који улази у капиларну мрежу. Из капилара крв се сакупља у капацитивним судовима - посткапиларима и венулама, који су такође укључени у процесе транспорта материја. Разни облици ванкапиларног протока крви (анастомозе, шантови) су укључени у пуњења капилара крвљу. Транспорт материја кроз ендотелни зид крвних и лимфних судова и капилара (васкуларна пропустљивост) врши се преко међућелијских простора, отвора, дијафрагме - „прозора“, а затим, кроз везикуле плазмоламинарног систем или инвагинације. Главна покретачка снага, кретања крви кроз ткива како би се обезбедила продукција интерстицијалне течности и лимфе је пропулзивна активност срца.

## Намена и функција вена
Венски систем, се наставља на артеријски. Он започиње малим венулама, које се настављају у на праве или артериовенске капиларе. На њих се настављају мање вене. Мање вене се уливају у веће. Све вене се на крају спајају и формирају горњу и доњу шупљу вену која се улива у десну преткомору срца.
Венуле и мале вене, такође имају глатка мишићна влакна. Њихов зид се састоји из трослојног ткива (интима, медија, адвентиција).

### Утицај хидростатичког притиска на венски прилив
Венску циркулацију обезбеђује ширење и скупљање вена („венска пумпа“). Разлика у притисцима (1,2 kPa у малим венама, 0,4 до 0,66 kPa у десној преткомори) је други значајни чинилац у венској циркулацији.
Крв кроз венски систем тече под притиском од око 1 kPa (6-7 mmHg) и доспева у десну преткомору у којој средњи притисак износи 0-0,5 kPa (4 mmHg) и десну комору у којој је дијастолни притисак једнак нули (0 kPa) а за време систоле достиже вредност од 3,3 kPa (25 mmHg).
Притисак у десној преткомори (централни вернски притисак) условљава величину прилива крви у срце из свих делова тела.

## Пулсни притисак у артеријама
Срце се у дијастоли пуни и не пумпа крв, а у систоли се празни пумпајући крв. Када зид аорте и других великих артерија вршно постављених у артеријском стаблу не би био еластичан целокупни крвни систем би био изложен великим осцилацијама у притиску и брзо би дошло до његовог пропадања. 
Зид великих артерија, а посебно аорте је међутим, веома богат еластичним влакнима, што омогућава да се артерије шире приликом систоле, смањујући систолни (горњи) притисак, а да се скупљају током дијастоле повећавајући дијастолни (доњи) притисак, на тај начин смањујући њихову разлику на око 40mm Hg код здравих особа. 
Ова разлика притиска назива се пулсни притисак.